# Філософія мистецтва
Філософія мистецтва — сфера філософського знання, що вивчає природу мистецтва, включаючи такі загальні поняття, як інтерпретація, репрезентація, вираз і форма. Тісно пов'язана з естетикою, філософським вченням про красу і смак. Також використовує та інтерпретує дані з історії мистецтва, соціології мистецтва, психології мистецтва, історії та теорії культури.

## Основні задачі філософії мистецтва
- аналіз характерних рис сучасного мистецтва, його зв'язків із сучасною культурою;
- аналіз основних етапів еволюції сучасного мистецтва та визначення тенденцій подальшого розвитку;
- дослідження зв'язків між традиційною та сучасною філософією мистецтва;
- визначення ролі мистецтва у соціумі.